# John Ramsay, signore Bothwell
John Ramsay, signore Bothwell (... – Flodden Field, 9 settembre 1513), è stato un nobile, ambasciatore e agente segreto scozzese.
Fu uno dei favoriti di Giacomo III di Scozia, mentre durante il regno del successore Giacomo IV agì da spia per conto di Enrico VII d'Inghilterra.

## Biografia
Le origini di John Ramsay non sono certe. Apparteneva forse al clan Ramsay, oppure era solo un omonimo, poiché all'epoca esisteva un altro John Ramsay, scudiero di re Giacomo III di Scozia, il quale è appurato che non fosse la stessa persona. È invece certo che fosse stato scelto come favorito da Giacomo III, di cui divenne uno dei cortigiani prediletti e che lo accompagnava spesso dovunque, godendo di particolari favori. I grandi feudatari scozzesi, timorosi dell'ascesa dei favoriti di Giacomo, complottarono quindi per eliminarli: nel luglio 1482 Giacomo e la sua corte si trovavano a Lauder, quando vennero improvvisamente attaccati da Archibald Douglas, V conte di Angus. Nel conseguente massacro di Lauder molti dei favoriti del re vennero trucidati; l'unico a salvarsi fu proprio Ramsay, che riuscì rocambolescamente a fuggire assieme a Giacomo.
Come unico favorito superstite del sovrano, il suo potere personale aumentò a dismisura, ottenendo anche di poter essere l'unico in diritto di portare armi nel palazzo reale. Negli anni successivi accumulò numerose terre e titoli, divenendo anche signore Bothwell. Tra il 1486 e il 1488 fu ambasciatore scozzese nel regno d'Inghilterra, e per questo scampò alla caduta di Giacomo III, ucciso nell'estate 1488 alla battaglia di Sauchieburn da una coalizione di nobili ribelli. Giudicò prudente rimanere in Inghilterra, divenendo una spia al soldo di Enrico VII d'Inghilterra. Durante la sua assenza, tutti i suoi beni vennero confiscati e il suo titolo nobiliare riassegnato a Patrick Hepburn, I conte di Bothwell.
Per alcuni anni cercò di orchestrare la caduta del nuovo re Giacomo IV di Scozia. Non riuscendovi, chiese e ottenne il perdono del sovrano scozzese, potendo rientrare in patria nel 1496. Non riottenne mai il proprio titolo, ma fu compensato con alcune terre sparse per il regno. In questo periodo, probabilmente come condizione per poter rimanere in Scozia, sposò in un matrimonio di facciata Janet Kennedy, amante dello stesso Giacomo. Dopo alcuni anni il matrimonio fu dissolto, e Ramsay poté sposare Isobel Livingston, dalla quale probabilmente ebbe l'unico figlio William Ramsay.
In realtà il nobile continuava ad essere segretamente fedele ad Enrico VII, con cui intratteneva una fitta corrispondenza in cui riportava accuratamente ciò che accadeva nella politica scozzese. Nonostante ciò, seguì Giacomo IV in guerra e perì combattendo assieme a lui alla battaglia di Flodden Field del 9 settembre 1513.